# Marie-France Loval
Marie-France Loval (née le 12 août 1964 à Pointe-à-Pitre) est une athlète française, spécialiste du 100 mètres.

## Biographie
Elle remporte le titre national du 100 m en 1984 à Villeneuve-d'Ascq, dans le temps de 11 s 25, et compte par ailleurs trois titres en salle, sur 60 m, en 1983, 1984 et 1985.
Lors des Jeux méditerranéens de 1983, elle décroche la médaille de bronze du 100 m et la médaille d'or du relais 4 × 100 m. Elle se classe par ailleurs septième du relais 4 × 100 m lors des championnats du monde 1983 à Helsinki.
Elle participe aux Jeux olympiques de 1984, à Los Angeles. Éliminée en demi-finale du 100 m, elle termine au pied du podium du 4 × 100 m, en compagnie de Rose-Aimée Bacoul, Liliane Gaschet et Raymonde Naigre. 

### Palmarès
- Championnats de France d'athlétisme :
  - vainqueur du 100 m en 1984.
- Championnats de France d'athlétisme en salle :
  - vainqueur du 60 m en 1983, 1984 et 1985.

### Records
| Épreuve | Performance | Lieu | Date |
| ------- | ----------- | ---- | ---- |
| 100 m   | 11 s 38     |      | 1981 |